# Wyśpiewać marzenia
Wyśpiewać marzenia (ang. Rags) – amerykański film muzyczny z 2012 roku w reżyserii Bille’a Woodruffa. Film został stworzony przez wytwórnię Nickelodeon Original Movies.
Światowa premiera filmu miała miejsce 28 maja 2012 roku na amerykańskim Nickelodeon. W Polsce premiera filmu nastąpiła 18 sierpnia 2012 roku na kanale Nickelodeon Polska.

## Fabuła
Film przedstawia historię nastolatka Charliego Prince’a, żyjącego w Nowym Jorku z wrednymi przyrodnimi braćmi i ojczymem. Scenariusz filmu oparty jest na słynnej historii Kopciuszka, z tą różnicą, że najnowsza produkcja Nickelodeon toczy się w XXI wieku, a jej głównym bohaterem jest chłopak.
Marzeniem Charliego jest bycie piosenkarzem. Pisze piękne piosenki i jest utalentowany, ale ma tyle obowiązków, że trudno mu znaleźć czas, aby w pełni poświęcić się swojej pasji. Rodzina zdecydowanie nie ułatwia mu realizowania marzeń o śpiewaniu. Z kolei córka producenta muzycznego, Kadee, jest u szczytu sławy. Popularna piosenkarka ma jednak dosyć cudzych tekstów i noszenia ubrań, które styliści wybierają za nią. Sfrustrowana i nieszczęśliwa Kadee chce, aby świat wreszcie dostrzegł jej prawdziwy talent. Pewnego dnia drogi Charliego i Kadee krzyżują się, a wtedy życie obojga bohaterów ulega całkowitej zmianie. Kiedy młodzi muzycy zaprzyjaźniają się, oboje mają wrażenie, że ich marzenie wreszcie jest w zasięgu ręki. Dostają to, o czym od dawna śnili: możliwość pokazania światu swojego prawdziwego talentu. Okazuje się także, że łączy ich nie tylko wspólna pasja.

## Obsada
- Max Schneider jako Charlie Prince
- Keke Palmer jako Kadee Worth
- Drake Bell jako Shawn
- Zak Santiago jako Diego
- Avan Jogia jako Finn
- Nick Cannon jako on sam
- Keenan Tracey jako Andrew
- Burkely Duffield jako Lloyd
- Isaiah Mustafa jako Reginald Worth
- Devon Weigel jako Irma
- Carlena Britch jako Tammy
- Robert Moloney jako Arthur
- Christina Sicoli jako Martha

## Wersja polska
Wersja polska: na zlecenie Nickelodeon Polska – Master Film

Reżyseria: Elżbieta Jeżewska

Dialogi: Elżbieta Kowalska

Tłumaczenie: Agnieszka Ciecierska

Dźwięk: Elżbieta Mikuś

Montaż: Jan Graboś

Kierownictwo produkcji: Romuald Cieślak

Nadzór merytoryczny: Aleksandra Dorowolska, Katarzyna Dryńska

Wystąpili:
- Kamil Kula – Charlie
- Marta Zgutczyńska – Kadee
- Łukasz Simlat – Arthur
- Jonasz Tołopiło – Shawn
- Krzysztof Banaszyk – Reginald
- Przemysław Wyszyński – Finn
- Joanna Jeżewska – Irma
- Ewa Bułhak – Marta
- Marcin Przybylski – Diego

oraz:
- Józef Pawłowski – Andrew
- Mateusz Lewandowski – Lloyd
- Izabella Bukowska – Sammi
- Maja Hirsch – Tammy
- Marcin Troński – Bernie
- Jacek Król – Nick Cannon
- Henryk Łapiński – kierowca Kadee
- Mirosława Krajewska – pasażerka autobusu
- Przemysław Bluszcz
- Mirosława Nyckowska
- Agata Góral
- Bożena Furczyk
- Barbara Zielińska – policjantka
- Marek Bocianiak – bezdomny
- Tomasz Gęsikowski
- Tomasz Marciniak
- Jakub Mróz
- Angelika Kurowska – MTV VJ
- Agnieszka Mrozińska – recepcjonistka
- Piotr Gogol
- Katarzyna Łaska
- Jakub Molęda
- Janusz Kucimski
- Bartosz Kuśmierczyk

Lektor: Paweł Bukrewicz